# Liriomyza tanaceti
Liriomyza tanaceti är en tvåvingeart som beskrevs av de Meijere 1924. Liriomyza tanaceti ingår i släktet Liriomyza och familjen minerarflugor.
Artens utbredningsområde är Nederländerna. Arten är reproducerande i Sverige. Inga underarter finns listade i Catalogue of Life.